# デレク・コーネリアス
デレク・コーネリアス（Derek Cornelius、1997年11月25日 - ）は、カナダ出身の同国代表サッカー選手。マルメFF所属。ポジションはDF。

## クラブ経歴
2014年1月にドイツに渡航し、VfBリューベックのU-19チームに加入。その後トップチームに昇格し2015-16シーズン及び2016–17シーズン前半まで帯同した。在籍中、SHFVポカールで2年連続優勝を果たし、2015-16シーズンのレギオナルリーガ・ノルトに出場した。
2016年夏にVfRノイミュンスターに移籍し、シーズン前半までプレーした。
2016–17シーズンのウィンターブレーク中、トライアルを経てセルビア・スーペルリーガのFKヤヴォル・イヴァニツァに加入。
2019年1月18日、母国カナダに帰国し、メジャーリーグサッカーのバンクーバー・ホワイトキャップスに加入。2021年7月、パネトリコスFCにレンタル移籍した。
2022年12月、マルメFFに移籍した。

## 代表経歴
2013年2月、U-17代表チームのキャンプに参加した。
2018年1月8日、U-23代表に召集された。2018年5月、トゥーロン国際大会に参加するU-21代表チームに選出された。
2018年3月12日、3月24日に開催されるニュージーランド代表との親善試合でA代表に初召集された。2018年9月9日、アメリカ領バージン諸島代表戦でスタメン入りしA代表デビュー。そのままフル出場し8-0の大勝に貢献した。2019年5月30日、2019 CONCACAFゴールドカップの登録メンバー23人の一人に選ばれた。
2022年11月、2022 FIFAワールドカップの登録メンバーに選出された。

## 人物
父親はバルバドス人で母親はジャマイカ人。

## 代表歴

### 出場大会
- カナダ代表
  - 2022 FIFAワールドカップ

### 試合数
- 国際Aマッチ 19試合 0得点（2018年-）[13]

| カナダ代表 | 国際Aマッチ | 国際Aマッチ |
| 年         | 出場        | 得点        |
| ---------- | ----------- | ----------- |
| 2018       | 3           | 0           |
| 2019       | 10          | 0           |
| 2020       | 1           | 0           |
| 2021       | 1           | 0           |
| 2022       | 0           | 0           |
| 2023       | 4           | 0           |
| 2024       |             |             |
| 通算       | 19          | 0           |

## タイトル

### クラブ
VfBリューベック
- SHFVポカール: 2015, 2016